# Reactor nuclear RV-1
El reactor nuclear RV-1, actualmente también conocido como Planta de Esterilización por Rayos Gamma (Pegamma), es el nombre que recibe una estructura localizada en Altos de Pipe en los Altos Mirandinos, parte del estado Miranda al centro norte del país suramericano de Venezuela. Fue uno de los primeros reactor nucleares de América Latina. Actualmente, se utiliza como fuente de rayos gamma para servicios de esterilización microbiológica de alimentos, materiales quirúrgicos y otras investigaciones.

## Historia
Fue construido en su mayor parte bajo el gobierno del General Marcos Pérez Jiménez bajo la dirección del Humberto Fernández-Morán en el marco de un convenio de colaboración con la administración del presidente Dwight Eisenhower de Estados Unidos, que promocionaba el programa Átomos para la Paz. La empresa encargada fue la compañía General Electric y el diseño estuvo a cargo de la compañía Shaw, Metz and Dolio, de Chicago.
Fue concebido para la investigación y tenía una capacidad pequeña de 3 megavatios funcionando con uranio enriquecido al 20%. Las obras empezaron en 1956, Pérez Jiménez no lo vería finalizado ya que fue derrocado en 1958, el reactor entrando en criticidad en julio de 1960.  Durante la inauguración el 22 de noviembre del mismo año, estuvieron presentes el presidente Rómulo Betancourt, Arnoldo Gabaldón, y el rector de la Universidad Central de Venezuela (UCV), Francisco De Venanzi. El reactor entró en potencia nominal en 1966, para 1991 bajo la administración de Carlos Andrés Pérez, dejó de funcionar.
En el 2001, durante el gobierno de Hugo Chávez, se aprobó un plan de reconversión "reversible" que permitió utilizar las instalaciones esta vez bajo lo que se denominó como "Planta de Esterilización por Rayos Gamma" (Pegamma) a un costo 2,1 millones de dólares. La transformación implicó la construcción de infraestructura adicional para el funcionamiento de la planta. El contrato para su adecuación lo obtuvo la empresa canadiense Nordion MDS.[cita requerida]
En 2010 se firmó un acuerdo con Rusia para construir dos nuevos reactores de 1.200 megavatios modelo VVER-1200, pero en 2011 tras el accidente nuclear de Fukushima I, en Japón, el proyecto fue "congelado".